# کفشک نرم خاوردور
کفشک نرم خاوردور (نام علمی: Liopsetta pinnifasciata) نام یک گونه از تیره کفشک‌ماهیان راست‌روی است.